# Malapa
Malapa è una grotta ed un sito archeologico, che hadato alla luce importanto reperti fossili, situata circa 15 km a nord-est dei famosi siti archeologici di Sterkfontein e Swartkrans, e circa 45 km a nord-ovest di Johannesburg, Sudafrica. Fa parte del patrimonio dell'umanità dell'UNESCO noto come Culla dell'umanità.

## Studi
Nel marzo 2008 Lee Berger dell'università sudafricana del Witwatersrand,  svolse degli studi nella zona della cosiddetta culla dell'umanità, al fine di mappare le grotte conosciute ed identificate da lui e dai suoi colleghi nei decenni precedenti, pubblicando poi i dati su Google Earth per renderli accessibili ai colleghi.  La zona è probabilmente una delle più esplorate in Africa dagli studiosi alla ricerca delle origini dell'uomo, ed è stata continuamente studiata fin dalle prime scoperte avvenute nel 1935, tanto che oggi un terzo delle prove dell'origine umana africana, provengono da questa regione.
All'inizio di questo progetto si contavano circa 130 grotte conosciute, e circa 20 depositi di fossili. Nel 2008, lo schema di distribuzione delle grotte visto su Google Earth da Berger, il riconoscimento di come appaiono viste da satellite, e molto lavoro sul campo portarono Berger a scoprire quasi 500 nuove grotte che gli scienziati non avevano ancora tracciato o identificato. In queste grotte furono trovati 25 siti di fossili ancora sconosciuti alla scienza, tutti in quella che probabilmente è la zona più esplorata dell'Africa. Berger vi portò il geologo Paul Dirks, a quei tempi a capo della School of GeoSciences dell'università del Witwatersrand, per gestire gli aspetti geologici del suo progetto esplorativo.
Alla fine di luglio Berger notò su Google Earth una serie di grotte che correvano lungo una faglia che terminava in un'area vuota, un'area che sembrava contenere gruppi di alberi che tipicamente segnalavano i depositi. Il 1º agosto lasciò il professor Dirks a mappare le grotte già conosciute, ed andò a visitare la nuova zona col suo cane Tau, un ridgeback che lo seguiva in quasi tutte le sue spedizioni. Quasi subito scoprì un ricco sito di fossili sconosciuto, nelle vicinanze di oltre tre dozzine di altre grotte apparentemente non note ai precedenti studiosi della zona.

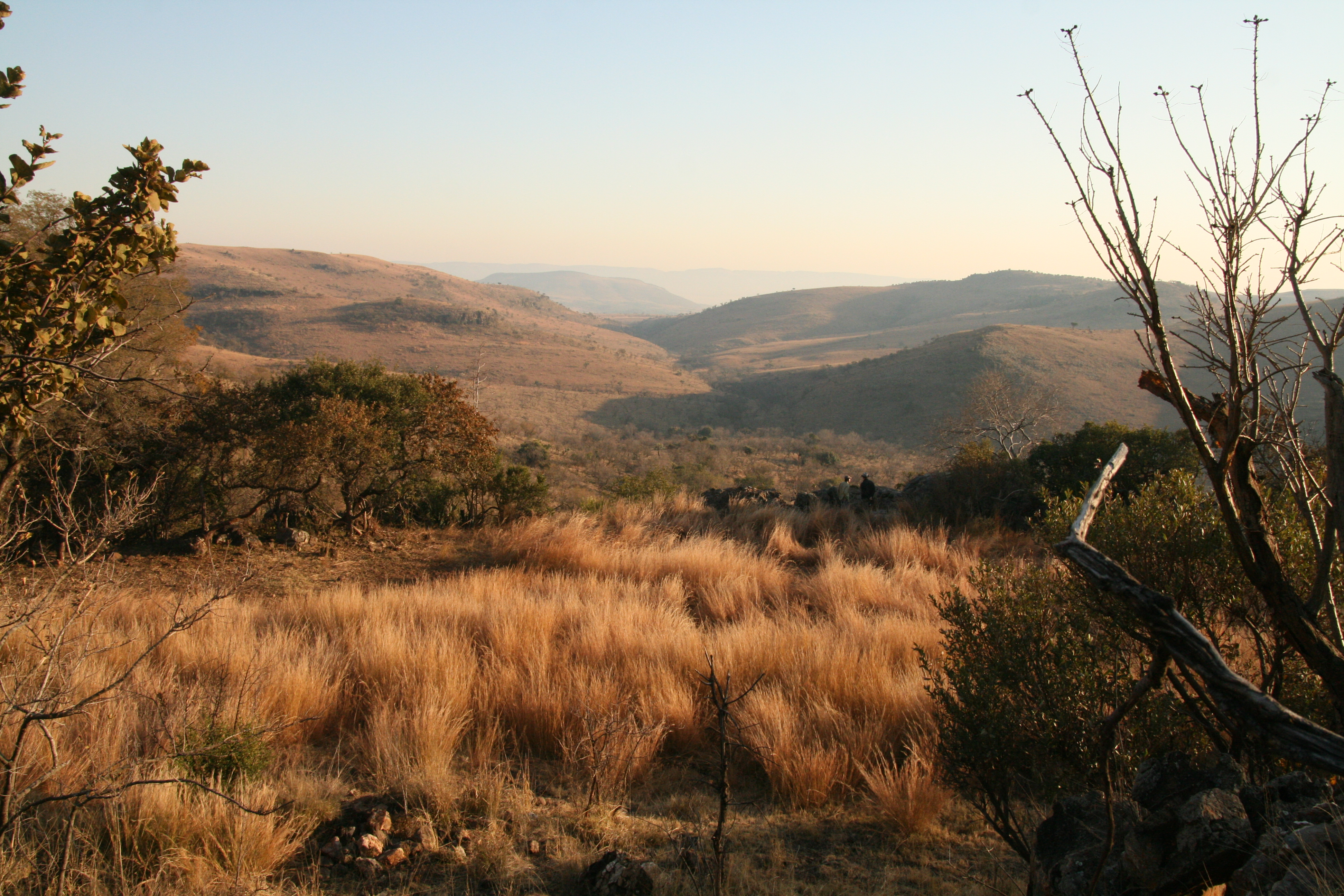
Panorama della valle di Malapa, riserva naturale di Malapa, Sudafrica (2012). Il sito di Malapa si trova nella valle sotto la collina

Il 15 agosto il professor Berger tornò al sito con i suoi studenti post-dottorato, Job Kibii ed il figlio di nove anni di nome Matthew. Nel giro di pochi minuti Matthew scoprì il resto di fossile di una clavicola. Sul lato opposto del sito Berger scoprì una mandibola completa di un canino appartenuta ad un ominide. I reperti furono subito identificati come parte di uno scheletro di giovane ominide, attorno ai 9-13 anni di età.
Il 4 settembre 2008 Berger tornò presso il sito con oltre una dozzina di colleghi, e qui scoprì un secondo scheletro parziale di femmina adulta.

## Fossili recuperati
Il sito ha prodotto una delle più ricche collezioni di reperti umani mai trovate, compresi gli scheletri completi di due ominidi, MH1 e MH2, risalenti a circa 2 milioni di anni fa. Sono stati datati oltre 200 elementi. Gli scheletri parziali sono stati inizialmente descritti in due articoli pubblicati su Science da Berger e dai colleghi come nuove specie di antenati umani, chiamati australopithecus sediba (sediba indica le sorgenti naturali o i pozzi di Sotho).
Gli autori degli articoli affermarono che la specie scoperta era un buon candidato per essere considerata l'anello tra gli uomini-scimmia dell'Africa meridionale (australopithecus africanus, il figlio di Taung, Mrs. Ples) e l'homo habilis o un antenato diretto dell'homo erectus (ragazzo di Turkana, uomo di Giava, Homo erectus pekinensis). Durante questa campagna di scavi complessivamente furono ritrovati i resti di 5 individui.
Oltre ai fossi di ominidi,il sito ha restituito fossili di animali, come tra altri quelli di tigri dai denti a sciabola, antilopi, topi e lepri.
L'abbondanza di reperti e l'eccellente stato di conservazione hanno colpito sin dall'inizio i ricercatori. L'intera zona di Malapa circa 2 milioni di anni fa si presentava come una distesa di valli boscose e colline, sotto le quali correva una falda idrica costellata da cavità carsiche sviluppatesi nel sottosuolo. Alcune di queste cavità si aprivano tramite ingressi scoscesi o pozzi verticali lunghi fino a 50 metri. Queste pozze d'acqua attiravano molti animali che nei periodi secchi si avventuravano seguendo il rumore e l'odore dell'acqua rischiando di cadere o di non riuscire più a risalire. I corpi vennero trasportati dalle acque ancora più all'interno del sistema di grotte e vennero ricoperti dal sedimento nel giro di pochi giorni o settimane, in un'unica colata detritica torrentizia di sabbia e argilla.[senza fonte]Gli ominidi (a oggi almeno quattro) sarebbero, quindi, morti tutti a distanza di poche settimane o giorni suggerendo la possibilità che si conoscessero.
Il seppellimento rapido ha lasciato gli scheletri nella stessa disposizione che avevano gli individui in vita, conservando inalterata persino la posizione delle minuscole ossa di mani e piedi. Inoltre potrebbe aver permesso anche la conservazione di pelle sul cranio del ragazzino e sulla mascella della donna vicino al mento: un caso che non ha precedenti in un ominide.[senza fonte]

### Geologia
I fossili sono conservati in un solido blocco di sedimenti calcificati che si sono formati sul fondo di quello che sembra essere stato un lago superficiale, che a quei tempi era di circa 50 metri nel sottosuolo. Non si sa con certezza come questi scheletri finirono nella pozza, ma si ipotizza che vi precipitarono a seguito di una rovinosa caduta. Né carnivori né saprofagi ne raggiunsero i corpi.

### Datazione dei depositi
I fossili sono stati datati utilizzando una combinazione di paleomagnetismo e piombo-uranio (U-Pb) da Andy Herries (La Trobe University, Australia), Robyn Pickering (Università di Melbourne, Australia) e Jan Kramers (Università di Johannesburg, Sudafrica). La datazione U-Pb dei sedimenti calcarei fa capire che i fossili non sono più vecchi di 2 milioni di anni fa. La presenza di animali estinti circa 1,5 milioni di anni fa ne definisce invece il limite di datazione superiore. I sedimenti posseggono una polarità magnetica 'normale', ed il solo periodo principale in cui accadde tra i 2 e gli 1,5 milioni di anni fa fu l'Olduvai sub-Chron (tra 1,95 e 1,78 milioni di anni fa), per cui nel 2010 i fossili furono datati attorno a 1,95 milioni di anni fa, basandosi su alcuni sedimenti e sulla stratigrafia del sito. Nel 2011 fu effettuata una datazione più accurata, quando si scoprì un sedimento calcareo troppo vecchio per permettere di datarlo al periodo Olduvai. La data dei depositi fu posta in un intervallo di circa 3000 anni centrati su 1,977 milioni di anni fa, noto come Pre-Olduvai.